# Crithagra hyposticta
El serín africano o verderón africano (Crithagra hyposticta) es una especie de ave paseriforme de la familia Fringillidae propia de África oriental.

## Taxonomía
El serín africano se consideraba conespecífico del serín etíope (Crithagra citrinelloides), pero actualmente se consideran especies separadas. Ambos, como otras muchas especies, se clasificaban en el género Serinus, hasta que los estudios genéticos determinaron que era polifilético, por lo que se escindió trasladando la mayoría de las especies al género Crithagra.

## Distribución
El verderón africano se encuentra en las montañas del este de África, distribuido por Kenia, Tanzania, Malawi, Mozambique, Sudán del Sur y el este de Zambia.